# رافاييل تشياريلي
رافاييل تشياريلي هو لاعب كرة قدم بلجيكي، ولد في 23 مارس 1990 في بلجيكا. لعب مع نادي رويال شارلروا.

## وصلات خارجية
- رافاييل تشياريلي على موقع قاعدة بيانات كرة القدم.إي يو (الإنجليزية)